# مارتین اکوستا لارا
مارتین اکوستا لارا (انگلیسی: Martín Acosta y Lara; ۱۲ مارس ۱۹۲۵ – ۵ ژانویهٔ ۲۰۰۵) بازیکن بسکتبال اهل اروگوئه بود.